# Whitney Houston/Auszeichnungen für Musikverkäufe

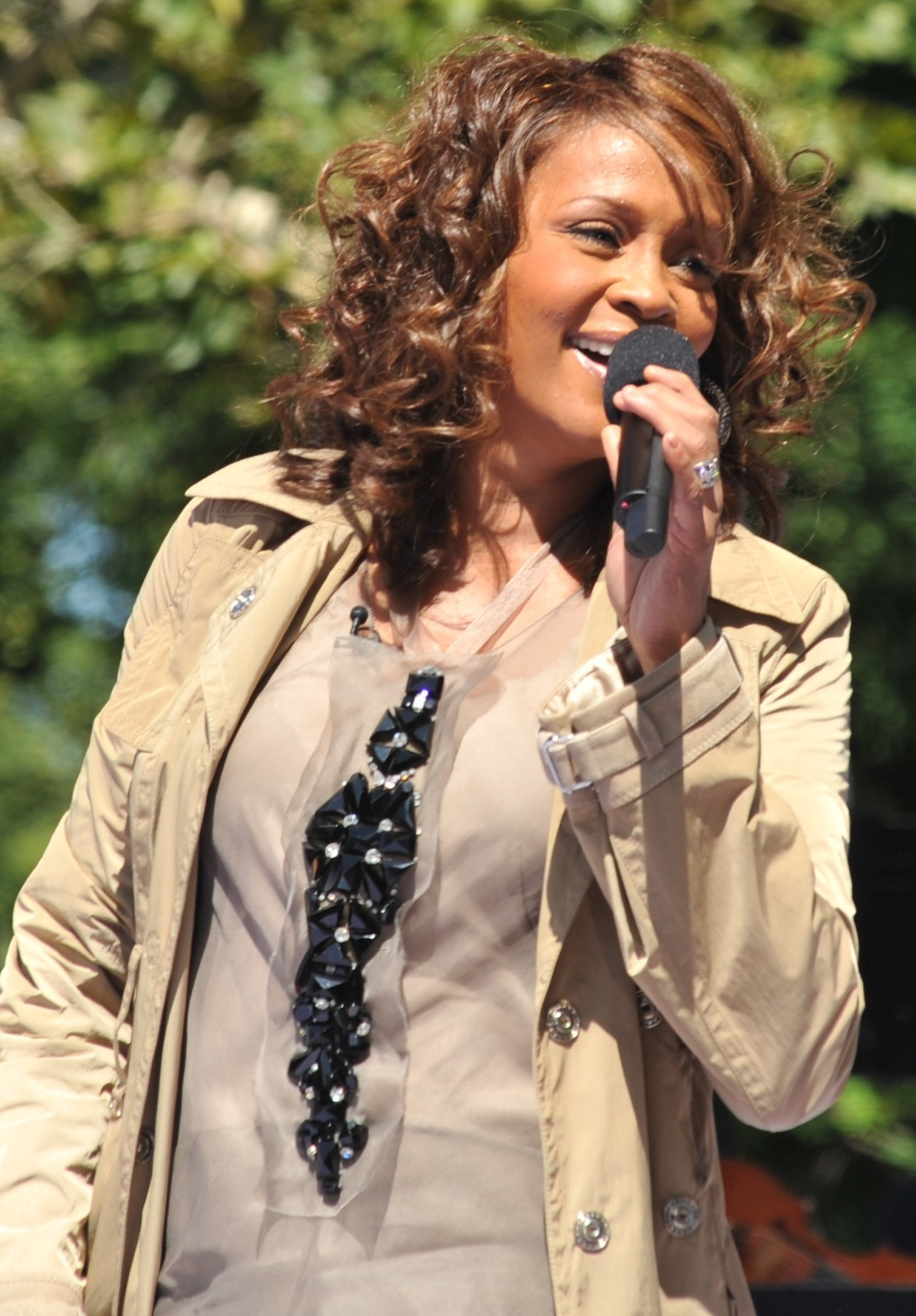
Whitney Houston (2009)

Dies ist eine Übersicht über die Auszeichnungen für Musikverkäufe der US-amerikanischen Pop-, Soul- und R&B-Sängerin Whitney Houston. Die Auszeichnungen finden sich nach ihrer Art (Gold, Platin usw.), nach Staaten getrennt in chronologischer Reihenfolge, geordnet sowie nach den Tonträgern selbst, ebenfalls in chronologischer Reihenfolge, getrennt nach Medium (Alben, Singles usw.), wieder.

## Auszeichnungen
| - Frankreich - 1988: für die Single One Moment in Time - 1998: für die Single My Love Is Your Love - 2000: für die Single Could I Have This Kiss Forever - Vereinigtes Königreich - 2013: für das Album The Preacher’s Wife - 2013: für das Album The Essential Whitney Houston - 2021: für die Single Run to You - 2022: für die Single I’m Every Woman - 2022: für die Single Where Do Broken Hearts Go - 2023: für die Single How Will I Know (mit Clean Bandit) - 2023: für die Single Didn’t We Almost Have It All - Australien - 1993: für die Single I’m Every Woman - 1997: für die Single Step by Step - 1997: für das Album The Preacher’s Wife - 1998: für die Single When You Believe - 1999: für das Album My Love Is Your Love - 2000: für die Single Could I Have This Kiss Forever - Belgien - 1986: für das Album Whitney Houston - 1999: für die Single My Love Is Your Love - 2000: für die Single Could I Have This Kiss Forever - 2012: für das Album The Ultimate Collection - Brasilien - 2001: für das Album Love, Whitney - 2004: für das Album The Greatest Hits - 2021: für die Single I Wanna Dance with Somebody (Who Loves Me) - Dänemark - 2018: für das Album Whitney Houston - 2021: für die Single My Love Is Your Love - 2021: für die Single I Have Nothing - Deutschland - 1988: für die Single One Moment in Time - 1997: für die Single Step by Step - 1999: für die Single When You Believe - 2000: für die Single Could I Have This Kiss Forever - 2009: für das Album I Look to You - Finnland - 1986: für das Album Whitney Houston - 1990: für das Album I’m Your Baby Tonight - 1998: für das Album My Love Is Your Love - 2000: für das Album The Greatest Hits - 2007: für das Album The Ultimate Collection - Frankreich - 1986: für das Album Whitney Houston - 1992: für die Single I Will Always Love You - 2002: für das Album Just Whitney … - 2009: für das Album I Look to You - 2020: für die Single I Wanna Dance with Somebody (Who Loves Me) - GCC - 2009: für das Album I Look to You - Griechenland - 1987: für das Album Whitney - Italien - 1997: für das Album The Preacher’s Wife - 2009: für das Album I Look to You - 2020: für das Album The Bodyguard - 2024: für die Single I Have Nothing - Japan - 1986: für das Album Whitney Houston - 1996: für das Album The Preacher’s Wife - 1996: für die Single All At Once - 2001: für das Album Love, Whitney - 2003: für das Album Just Whitney … - Kanada - 1987: für die Single I Wanna Dance with Somebody (Who Loves Me) - 2022: für die Single How Will I Know (mit Clean Bandit) - Mexiko - 2012: für die Single I Will Always Love You - Neuseeland - 1996: für die Single Exhale (Shoop Shoop) - 2000: für die Single Could I Have This Kiss Forever - 2021: für die Single Saving All My Love for You - 2022: für die Single Greatest Love of All - 2023: für die Single How Will I Know (mit Clean Bandit) - 2024: für die Single It’s Not Right but It’s Okay - 2024: für die Single When You Believe - Niederlande - 1987: für die Single I Wanna Dance with Somebody (Who Loves Me) - 1999: für die Single My Love Is Your Love - Österreich - 1993: für die Single I Will Always Love You - 2000: für das Album The Greatest Hits - 2009: für das Album I Look to You - Polen - 1995: für das Album The Bodyguard - 2020: für das Album The Essential Whitney Houston - Russland - 2007: für das Album The Ultimate Collection - 2009: für das Album I Look to You - Schweden - 1987: für die Single I Wanna Dance with Somebody (Who Loves Me) - 1988: für die Single One Moment in Time - 1990: für die Single I’m Your Baby Tonight - 1996: für das Album The Preacher’s Wife - 2007: für das Album The Ultimate Collection - 2009: für das Album I Look to You - Schweiz - 1996: für das Album The Preacher’s Wife - 1998: für die Single When You Believe - 2000: für die Single Could I Have This Kiss Forever - 2009: für das Album I Look to You - 2012: für das Album The Ultimate Collection - Spanien - 1997: für das Album The Preacher’s Wife - 2012: für das Videoalbum The Greatest Hits - 2024: für die Single I Have Nothing - Südafrika - 1986: für das Album Whitney Houston - Ungarn - 2009: für das Album I Look to You - 2012: für das Album The Ultimate Collection - Vereinigte Staaten - 1991: für das Videoalbum Welcome Home Heroes with Whitney Houston - 1997: für die Single Step by Step - 1998: für die Single When You Believe - 2003: für die Videosingle Try It on My Own - 2018: für das Album One Wish: The Holiday Album - 2019: für die Single One Moment in Time - 2020: für das Album I Will Always Love You: The Best of Whitney Houston - 2020: für die Single Where Do Broken Hearts Go - 2020: für die Single Didn’t We Almost Have It All - 2023: für die Single Do You Hear What I Hear? - Vereinigtes Königreich - 1985: für die Single Saving All My Love for You - 2009: für das Album I Look to You - 2013: für das Videoalbum The Greatest Hits - 2023: für die Single Greatest Love of All - 2024: für die Single One Moment in Time - 2024: für die Single Step by Step | - Frankreich - 2000: für das Album The Greatest Hits - Australien - 1990: für das Album I’m Your Baby Tonight - 2005: für das Videoalbum The Greatest Hits - Belgien - 1999: für die Single When You Believe - 1999: für das Album My Love Is Your Love - 2000: für das Album The Greatest Hits - 2020: für die Single Higher Love - Brasilien - 2004: für das Videoalbum The Greatest Hits - Dänemark - 2001: für das Album The Greatest Hits - 2021: für das Album Whitney - 2021: für die Single I Will Always Love You - 2024: für die Single How Will I Know - Deutschland - 1986: für das Album Whitney Houston - 1987: für das Album Whitney - 1991: für das Album I’m Your Baby Tonight - 1993: für die Single I Will Always Love You - 1998: für das Album My Love Is Your Love - 1999: für die Single My Love Is Your Love - 2000: für das Album The Greatest Hits - 2023: für die Single Higher Love - 2025: für die Single I Wanna Dance with Somebody (Who Loves Me) - Europa - 1997: für das Album The Preacher’s Wife - Finnland - 1987: für das Album Whitney - 1993: für das Album The Bodyguard - Frankreich - 1989: für das Album Whitney - 1991: für das Album I’m Your Baby Tonight - 2021: für die Single Higher Love - Hongkong - 1988: für das Album Whitney Houston - 1988: für das Album Whitney - 1997: für das Album The Preacher’s Wife - Irland - 2009: für das Album I Look to You - Italien - 1987: für das Album Whitney Houston - 1998: für das Album My Love Is Your Love - 2015: für das Album The Ultimate Collection - 2019: für die Single I Will Always Love You - 2021: für die Single I Wanna Dance with Somebody (Who Loves Me) - 2023: für die Single Higher Love - Japan - 1998: für das Album My Love Is Your Love - 2014: für die Single I Will Always Love You (Digital) - Kanada - 1991: für das Album I’m Your Baby Tonight - 1996: für das Album The Preacher’s Wife - 2000: für das Album The Greatest Hits - 2010: für das Album I Look to You - 2020: für die Single How Will I Know - 2020: für die Single Greatest Love of All - Mexiko - 2022: für die Single Higher Love - Neuseeland - 1991: für das Album I’m Your Baby Tonight - 1999: für das Album My Love Is Your Love - 2021: für die Single How Will I Know - 2022: für die Single My Love Is Your Love - 2022: für die Single I Have Nothing - 2025: für das Album I Will Always Love You: The Best of Whitney Houston - Niederlande - 1986: für das Album Whitney Houston - 1987: für das Album Whitney - 1991: für das Album I’m Your Baby Tonight - 1992: für die Single I Will Always Love You - 1993: für das Album The Bodyguard - 1999: für das Album My Love Is Your Love - 2000: für das Album The Greatest Hits - Norwegen - 1986: für das Album Whitney Houston - 1987: für das Album Whitney - 1999: für die Single When You Believe - 2021: für die Single I Will Always Love You - Österreich - 1991: für das Album I’m Your Baby Tonight - 1992: für das Album Whitney Houston - 1999: für das Album My Love Is Your Love - 1999: für die Single My Love Is Your Love - 2022: für die Single Higher Love - Polen - 2000: für das Album My Love Is Your Love - 2010: für das Album I Look to You - 2018: für das Album I Will Always Love You: The Best of Whitney Houston - Portugal - 2000: für das Album The Greatest Hits - Schweden - 1990: für das Album I’m Your Baby Tonight - 1993: für die Single I Will Always Love You - 1993: für das Album The Bodyguard - 1999: für die Single When You Believe - 1999: für die Single My Love Is Your Love - 2000: für das Album The Greatest Hits - 2000: für die Single Could I Have This Kiss Forever - Schweiz - 2000: für das Album The Greatest Hits - 2002: für das Album Just Whitney … - 2019: für die Single Higher Love - Spanien - 1999: für das Album My Love Is Your Love - 2000: für das Album The Greatest Hits - 2024: für die Single Higher Love - 2024: für die Single I Wanna Dance with Somebody (Who Loves Me) - 2024: für die Single I Will Always Love You - Vereinigte Staaten - 1986: für das Videoalbum The #1 Video Hits - 1996: für die Single Exhale (Shoop Shoop) - 1997: für die Single I Believe in You and Me - 2000: für das Videoalbum The Greatest Hits - 2001: für die Single The Star Spangled Banner - 2003: für das Album Just Whitney … - 2009: für das Album I Look to You - 2019: für die Single It’s Not Right but It’s Okay - 2019: für die Single I’m Every Woman - 2020: für die Single You Give Good Love - 2021: für die Single All the Man That I Need - 2022: für die Single When You Believe (Digital) - 2023: für die Single I Look to You - 2023: für die Single I’m Your Baby Tonight - 2023: für die Single So Emotional - 2025: für die Single Run to You - 2025: für die Single Count on Me - Vereinigtes Königreich - 1990: für das Album I’m Your Baby Tonight - 2016: für die Single My Love Is Your Love - 2021: für die Single How Will I Know - 2023: für das Album I Will Always Love You: The Best of Whitney Houston - 2023: für die Single Million Dollar Bill - 2024: für die Single When You Believe | - Australien - 2012: für das Album The Greatest Hits - 2012: für das Album The Ultimate Collection - Dänemark - 1993: für das Album The Bodyguard - 2022: für die Single I Wanna Dance with Somebody (Who Loves Me) - 2024: für die Single Higher Love - Deutschland - 2022: für das Album The Ultimate Collection - Frankreich - 1999: für das Album My Love Is Your Love - Irland - 2007: für das Album The Ultimate Collection - Japan - 1997: für das Album I’m Your Baby Tonight - Kanada - 1999: für das Album My Love Is Your Love - 2020: für die Single Higher Love - Neuseeland - 2000: für das Album The Greatest Hits - 2019: für das Album The Ultimate Collection - 2023: für die Single I Will Always Love You - Österreich - 1990: für das Album Whitney - Polen - 2021: für die Single Higher Love - Schweden - 1987: für das Album Whitney Houston - 1988: für das Album Whitney - 2000: für das Album My Love Is Your Love - Schweiz - 1994: für das Album I’m Your Baby Tonight - 1998: für das Album Whitney - 2000: für die Single My Love Is Your Love - Spanien - 1989: für das Album Whitney - 1991: für das Album I’m Your Baby Tonight - Vereinigte Staaten - 1991: für die Videosingle The Star Spangled Banner - 2023: für die Single Greatest Love of All - 2025: für die Single Saving All My Love for You - 2025: für die Single My Love Is Your Love - 2025: für die Single Heartbreak Hotel - Vereinigtes Königreich - 1993: für die Single I Will Always Love You - 2024: für die Single It’s Not Right but It’s Okay - 2025: für die Single I Have Nothing - Australien - 1988: für das Album Whitney - 2020: für die Single Higher Love - Brasilien - 1994: für das Album The Bodyguard - Deutschland - 1993: für das Album The Bodyguard - Europa - 2000: für das Album The Greatest Hits - Japan - 2000: für das Album The Greatest Hits - Neuseeland - 1986: für das Album Whitney Houston - 1988: für das Album Whitney - Schweiz - 2000: für das Album My Love Is Your Love - Vereinigte Staaten - 1998: für das Album The Preacher’s Wife - 2025: für die Single Higher Love - 2025: für die Single How Will I Know - Vereinigtes Königreich - 2000: für das Album My Love Is Your Love - 2023: für die Single Higher Love - Australien - 1993: für die Single I Will Always Love You - 2012: für das Videoalbum The Ultimate Collection - Belgien - 1995: für das Album The Bodyguard - Dänemark - 2025: für das Album The Ultimate Collection - Europa - 2002: für das Album My Love Is Your Love - Neuseeland - 2025: für die Single Higher Love - Norwegen - 1994: für das Album The Bodyguard - Österreich - 2002: für das Album The Bodyguard - Vereinigte Staaten - 1995: für das Album I’m Your Baby Tonight - 2000: für das Album My Love Is Your Love - 2025: für die Single I Have Nothing - Vereinigtes Königreich - 1989: für das Album Whitney Houston - Australien - 1986: für das Album Whitney Houston - 2012: für das Album The Bodyguard - Italien - 1988: für das Album Whitney - Japan - 1993: für die Single I Will Always Love You - Neuseeland - 1995: für das Album The Bodyguard - Schweiz - 1994: für das Album The Bodyguard - Vereinigte Staaten - 2012: für das Album The Greatest Hits - Vereinigtes Königreich - 2013: für das Album The Greatest Hits - 2025: für die Single I Wanna Dance with Somebody (Who Loves Me) - Neuseeland - 2024: für die Single I Wanna Dance with Somebody (Who Loves Me) - Spanien - 1994: für das Album The Bodyguard - Vereinigtes Königreich - 2020: für das Album The Ultimate Collection - Europa - 1995: für das Album The Bodyguard - Kanada - 1988: für das Album Whitney - Vereinigtes Königreich - 1994: für das Album The Bodyguard - 2016: für das Album Whitney - Australien - 2023: für die Single I Wanna Dance with Somebody (Who Loves Me) - Vereinigte Staaten - 2025: für die Single I Wanna Dance with Somebody (Who Loves Me) - Vereinigte Staaten - 2025: für die Single I Will Always Love You - Vereinigte Staaten - 2023: für das Album Whitney Houston - Vereinigte Staaten - 2025: für das Album The Bodyguard - Frankreich - 1993: für das Album The Bodyguard - Kanada - 1987: für das Album Whitney Houston - 1993: für das Album The Bodyguard - Vereinigte Staaten - 2020: für das Album Whitney - Japan - 1994: für das Album The Bodyguard |

## Auszeichnungen nach Alben

### Whitney Houston
| Land/Region                  | Auszeichnungen für Musikverkäufe (Land/Region, Auszeichnung, Verkäufe) | Verkäufe   |
| ---------------------------- | ---------------------------------------------------------------------- | ---------- |
| Australien (ARIA)            | 5× Platin                                                              | 350.000    |
| Belgien (BRMA)               | Gold                                                                   | 25.000     |
| Brasilien (PMB)              | —                                                                      | 250.000    |
| Dänemark (IFPI)              | Gold                                                                   | 10.000     |
| Deutschland (BVMI)           | Platin                                                                 | 500.000    |
| Finnland (IFPI)              | Gold                                                                   | 29.109     |
| Frankreich (SNEP)            | Gold                                                                   | 100.000    |
| Hongkong (IFPI/HKRIA)        | Platin                                                                 | 20.000     |
| Italien (FIMI)               | Platin                                                                 | 250.000    |
| Japan (RIAJ)                 | Gold                                                                   | 100.000    |
| Kanada (MC)                  | Diamant                                                                | 1.000.000  |
| Neuseeland (RMNZ)            | 3× Platin                                                              | 60.000     |
| Niederlande (NVPI)           | Platin                                                                 | 100.000    |
| Norwegen (IFPI)              | Platin                                                                 | 100.000    |
| Österreich (IFPI)            | Platin                                                                 | 50.000     |
| Schweden (IFPI)              | 2× Platin                                                              | 200.000    |
| Südafrika (RISA)             | Gold                                                                   | 25.000     |
| Vereinigte Staaten (RIAA)    | 14× Platin                                                             | 14.000.000 |
| Vereinigtes Königreich (BPI) | 4× Platin                                                              | 1.200.000  |
| Insgesamt                    | 6× Gold · 24× Platin · 2× Diamant ·                                    | 18.369.109 |

### Whitney
| Land/Region                  | Auszeichnungen für Musikverkäufe (Land/Region, Auszeichnung, Verkäufe) | Verkäufe   |
| ---------------------------- | ---------------------------------------------------------------------- | ---------- |
| Australien (ARIA)            | 3× Platin                                                              | 210.000    |
| Brasilien (PMB)              | —                                                                      | 250.000    |
| Dänemark (IFPI)              | Platin                                                                 | 20.000     |
| Deutschland (BVMI)           | Platin                                                                 | 500.000    |
| Finnland (IFPI)              | Platin                                                                 | 59.053     |
| Frankreich (SNEP)            | Platin                                                                 | 300.000    |
| Griechenland (IFPI)          | Gold                                                                   | 50.000     |
| Hongkong (IFPI/HKRIA)        | Platin                                                                 | 20.000     |
| Italien (FIMI)               | 5× Platin                                                              | 500.000    |
| Kanada (MC)                  | 7× Platin                                                              | 700.000    |
| Neuseeland (RMNZ)            | 3× Platin                                                              | 60.000     |
| Niederlande (NVPI)           | Platin                                                                 | 100.000    |
| Norwegen (IFPI)              | Platin                                                                 | 100.000    |
| Österreich (IFPI)            | 2× Platin                                                              | 100.000    |
| Schweden (IFPI)              | 2× Platin                                                              | 200.000    |
| Schweiz (IFPI)               | 2× Platin                                                              | 100.000    |
| Spanien (Promusicae)         | 2× Platin                                                              | 200.000    |
| Vereinigte Staaten (RIAA)    | Diamant                                                                | 10.000.000 |
| Vereinigtes Königreich (BPI) | 7× Platin                                                              | 2.100.000  |
| Insgesamt                    | 1× Gold · 40× Platin · 1× Diamant ·                                    | 15.269.053 |

### I’m Your Baby Tonight
| Land/Region                  | Auszeichnungen für Musikverkäufe (Land/Region, Auszeichnung, Verkäufe) | Verkäufe  |
| ---------------------------- | ---------------------------------------------------------------------- | --------- |
| Australien (ARIA)            | Platin                                                                 | 70.000    |
| Brasilien (PMB)              | —                                                                      | 250.000   |
| Deutschland (BVMI)           | Platin                                                                 | 500.000   |
| Finnland (IFPI)              | Gold                                                                   | 35.702    |
| Frankreich (SNEP)            | Platin                                                                 | 300.000   |
| Japan (RIAJ)                 | 2× Platin                                                              | 400.000   |
| Kanada (MC)                  | Platin                                                                 | 100.000   |
| Neuseeland (RMNZ)            | Platin                                                                 | 20.000    |
| Niederlande (NVPI)           | Platin                                                                 | 100.000   |
| Österreich (IFPI)            | Platin                                                                 | 50.000    |
| Schweden (IFPI)              | Platin                                                                 | 100.000   |
| Schweiz (IFPI)               | 2× Platin                                                              | 100.000   |
| Spanien (Promusicae)         | 2× Platin                                                              | 200.000   |
| Vereinigte Staaten (RIAA)    | 4× Platin                                                              | 4.000.000 |
| Vereinigtes Königreich (BPI) | Platin                                                                 | 300.000   |
| Insgesamt                    | 1× Gold · 19× Platin ·                                                 | 6.525.702 |

### The Bodyguard: Original Soundtrack Album
| Land/Region                  | Auszeichnungen für Musikverkäufe (Land/Region, Auszeichnung, Verkäufe) | Verkäufe    |
| ---------------------------- | ---------------------------------------------------------------------- | ----------- |
| Australien (ARIA)            | 5× Platin                                                              | 350.000     |
| Belgien (BRMA)               | 4× Platin                                                              | 200.000     |
| Brasilien (PMB)              | 3× Platin                                                              | 750.000     |
| Dänemark (IFPI)              | 2× Platin                                                              | 160.000     |
| Deutschland (BVMI)           | 3× Platin                                                              | 1.700.000   |
| Europa (IFPI)                | 7× Platin                                                              | (7.000.000) |
| Finnland (IFPI)              | Platin                                                                 | 56.648      |
| Frankreich (SNEP)            | Diamant                                                                | 1.000.000   |
| Indonesien (ASIRI)           | —                                                                      | 320.000     |
| Italien (FIMI)               | Gold                                                                   | 835.000     |
| Japan (RIAJ)                 | 2× Diamant                                                             | 2.000.000   |
| Kanada (MC)                  | Diamant                                                                | 1.000.000   |
| Mexiko (AMPROFON)            | —                                                                      | 445.000     |
| Neuseeland (RMNZ)            | 5× Platin                                                              | 75.000      |
| Niederlande (NVPI)           | Platin                                                                 | 402.000     |
| Norwegen (IFPI)              | 4× Platin                                                              | 200.000     |
| Österreich (IFPI)            | 4× Platin                                                              | 200.000     |
| Polen (ZPAV)                 | Gold                                                                   | 50.000      |
| Schweden (IFPI)              | Platin                                                                 | 343.000     |
| Schweiz (IFPI)               | 5× Platin                                                              | 250.000     |
| Spanien (Promusicae)         | 6× Platin                                                              | 600.000     |
| Südkorea (KMCA)              | —                                                                      | 1.000.000   |
| Taiwan (RIT)                 | —                                                                      | 305.000     |
| Vereinigte Staaten (RIAA)    | 19× Platin                                                             | 19.000.000  |
| Vereinigtes Königreich (BPI) | 7× Platin                                                              | 2.100.000   |
| Insgesamt                    | 2× Gold · 67× Platin · 5× Diamant ·                                    | 33.341.648  |

### The Preacher’s Wife
| Land/Region                  | Auszeichnungen für Musikverkäufe (Land/Region, Auszeichnung, Verkäufe) | Verkäufe  |
| ---------------------------- | ---------------------------------------------------------------------- | --------- |
| Australien (ARIA)            | Gold                                                                   | 35.000    |
| Europa (IFPI)                | Platin                                                                 | 1.000.000 |
| Hongkong (IFPI/HKRIA)        | Platin                                                                 | 20.000    |
| Italien (FIMI)               | Gold                                                                   | (50.000)  |
| Japan (RIAJ)                 | Gold                                                                   | 300.000   |
| Kanada (MC)                  | Platin                                                                 | 100.000   |
| Schweden (IFPI)              | Gold                                                                   | (40.000)  |
| Schweiz (IFPI)               | Gold                                                                   | (25.000)  |
| Spanien (Promusicae)         | Gold                                                                   | (50.000)  |
| Vereinigte Staaten (RIAA)    | 3× Platin                                                              | 3.000.000 |
| Vereinigtes Königreich (BPI) | Silber                                                                 | (60.000)  |
| Insgesamt                    | 1× Silber · 6× Gold · 6× Platin ·                                      | 4.455.000 |

### My Love Is Your Love
| Land/Region                  | Auszeichnungen für Musikverkäufe (Land/Region, Auszeichnung, Verkäufe) | Verkäufe  |
| ---------------------------- | ---------------------------------------------------------------------- | --------- |
| Australien (ARIA)            | Gold                                                                   | 35.000    |
| Belgien (BRMA)               | Platin                                                                 | (50.000)  |
| Europa (IFPI)                | 4× Platin                                                              | 4.000.000 |
| Finnland (IFPI)              | Gold                                                                   | (23.109)  |
| Frankreich (SNEP)            | 2× Platin                                                              | (600.000) |
| Deutschland (BVMI)           | Platin                                                                 | (670.000) |
| Italien (FIMI)               | Platin                                                                 | (100.000) |
| Japan (RIAJ)                 | Platin                                                                 | 200.000   |
| Kanada (MC)                  | 2× Platin                                                              | 200.000   |
| Neuseeland (RMNZ)            | Platin                                                                 | 15.000    |
| Niederlande (NVPI)           | Platin                                                                 | (100.000) |
| Österreich (IFPI)            | Platin                                                                 | (50.000)  |
| Polen (ZPAV)                 | Platin                                                                 | (100.000) |
| Schweden (IFPI)              | 2× Platin                                                              | (160.000) |
| Schweiz (IFPI)               | 3× Platin                                                              | (150.000) |
| Spanien (Promusicae)         | Platin                                                                 | (100.000) |
| Vereinigte Staaten (RIAA)    | 4× Platin                                                              | 4.000.000 |
| Vereinigtes Königreich (BPI) | 3× Platin                                                              | (900.000) |
| Insgesamt                    | 2× Gold · 29× Platin ·                                                 | 8.450.000 |

### The Greatest Hits
| Land/Region                  | Auszeichnungen für Musikverkäufe (Land/Region, Auszeichnung, Verkäufe) | Verkäufe    |
| ---------------------------- | ---------------------------------------------------------------------- | ----------- |
| Australien (ARIA)            | 2× Platin                                                              | 140.000     |
| Belgien (BRMA)               | Platin                                                                 | (50.000)    |
| Brasilien (PMB)              | Gold                                                                   | 100.000     |
| Dänemark (IFPI)              | Platin                                                                 | (50.000)    |
| Deutschland (BVMI)           | Platin                                                                 | (300.000)   |
| Europa (IFPI)                | 4× Platin                                                              | 4.000.000   |
| Finnland (IFPI)              | Gold                                                                   | (23.109)    |
| Frankreich (SNEP)            | 2× Gold                                                                | (200.000)   |
| Japan (RIAJ)                 | 3× Platin                                                              | 600.000     |
| Kanada (MC)                  | Platin                                                                 | 100.000     |
| Neuseeland (RMNZ)            | 2× Platin                                                              | 30.000      |
| Niederlande (NVPI)           | Platin                                                                 | (80.000)    |
| Österreich (IFPI)            | Gold                                                                   | (25.000)    |
| Portugal (AFP)               | Platin                                                                 | (20.000)    |
| Schweden (IFPI)              | Platin                                                                 | (80.000)    |
| Schweiz (IFPI)               | Platin                                                                 | (50.000)    |
| Spanien (Promusicae)         | Platin                                                                 | (100.000)   |
| Vereinigte Staaten (RIAA)    | 5× Platin                                                              | 5.000.000   |
| Vereinigtes Königreich (BPI) | 5× Platin                                                              | (1.770.000) |
| Insgesamt                    | 2× Gold · 29× Platin ·                                                 | 9.970.000   |

### Love, Whitney
| Land/Region     | Auszeichnungen für Musikverkäufe (Land/Region, Auszeichnung, Verkäufe) | Verkäufe |
| --------------- | ---------------------------------------------------------------------- | -------- |
| Brasilien (PMB) | Gold                                                                   | 50.000   |
| Japan (RIAJ)    | Gold                                                                   | 100.000  |
| Insgesamt       | 2× Gold ·                                                              | 150.000  |

### Just Whitney …
| Land/Region               | Auszeichnungen für Musikverkäufe (Land/Region, Auszeichnung, Verkäufe) | Verkäufe  |
| ------------------------- | ---------------------------------------------------------------------- | --------- |
| Frankreich (SNEP)         | Gold                                                                   | 100.000   |
| Japan (RIAJ)              | Gold                                                                   | 100.000   |
| Schweiz (IFPI)            | Platin                                                                 | 40.000    |
| Vereinigte Staaten (RIAA) | Platin                                                                 | 1.000.000 |
| Insgesamt                 | 2× Gold · 2× Platin ·                                                  | 1.240.000 |

### One Wish: The Holiday Album
| Land/Region               | Auszeichnungen für Musikverkäufe (Land/Region, Auszeichnung, Verkäufe) | Verkäufe |
| ------------------------- | ---------------------------------------------------------------------- | -------- |
| Vereinigte Staaten (RIAA) | Gold                                                                   | 500.000  |
| Insgesamt                 | 1× Gold ·                                                              | 500.000  |

### The Ultimate Collection
| Land/Region                  | Auszeichnungen für Musikverkäufe (Land/Region, Auszeichnung, Verkäufe) | Verkäufe  |
| ---------------------------- | ---------------------------------------------------------------------- | --------- |
| Australien (ARIA)            | 2× Platin                                                              | 140.000   |
| Belgien (BRMA)               | Gold                                                                   | 15.000    |
| Dänemark (IFPI)              | 4× Platin                                                              | 80.000    |
| Deutschland (BVMI)           | 2× Platin                                                              | 400.000   |
| Finnland (IFPI)              | Gold                                                                   | 19.916    |
| Irland (IRMA)                | 2× Platin                                                              | 30.000    |
| Italien (FIMI)               | Platin                                                                 | 50.000    |
| Neuseeland (RMNZ)            | 2× Platin                                                              | 30.000    |
| Russland (NFPF)              | Gold                                                                   | 10.000    |
| Schweden (IFPI)              | Gold                                                                   | 20.000    |
| Schweiz (IFPI)               | Gold                                                                   | 15.000    |
| Ungarn (MAHASZ)              | Gold                                                                   | 3.000     |
| Vereinigtes Königreich (BPI) | 6× Platin                                                              | 1.800.000 |
| Insgesamt                    | 6× Gold · 19× Platin ·                                                 | 2.612.916 |

### I Look to You
| Land/Region                  | Auszeichnungen für Musikverkäufe (Land/Region, Auszeichnung, Verkäufe) | Verkäufe  |
| ---------------------------- | ---------------------------------------------------------------------- | --------- |
| Deutschland (BVMI)           | Gold                                                                   | 100.000   |
| Frankreich (SNEP)            | Gold                                                                   | 50.000    |
| Golf-Kooperationsrat (IFPI)  | Gold                                                                   | 3.000     |
| Irland (IRMA)                | Platin                                                                 | 15.000    |
| Italien (FIMI)               | Gold                                                                   | 35.000    |
| Kanada (MC)                  | Platin                                                                 | 80.000    |
| Österreich (IFPI)            | Gold                                                                   | 15.000    |
| Polen (ZPAV)                 | Platin                                                                 | 20.000    |
| Russland (NFPF)              | Gold                                                                   | 10.000    |
| Schweden (IFPI)              | Gold                                                                   | 20.000    |
| Schweiz (IFPI)               | Gold                                                                   | 15.000    |
| Ungarn (MAHASZ)              | Gold                                                                   | 3.000     |
| Vereinigte Staaten (RIAA)    | Platin                                                                 | 1.000.000 |
| Vereinigtes Königreich (BPI) | Gold                                                                   | 100.000   |
| Insgesamt                    | 10× Gold · 4× Platin ·                                                 | 1.476.000 |

### The Essential Whitney Houston
| Land/Region                  | Auszeichnungen für Musikverkäufe (Land/Region, Auszeichnung, Verkäufe) | Verkäufe |
| ---------------------------- | ---------------------------------------------------------------------- | -------- |
| Polen (ZPAV)                 | Gold                                                                   | 10.000   |
| Vereinigtes Königreich (BPI) | Silber                                                                 | 60.000   |
| Insgesamt                    | 1× Silber · 1× Gold ·                                                  | 70.000   |

### I Will Always Love You: The Best of Whitney Houston
| Land/Region                  | Auszeichnungen für Musikverkäufe (Land/Region, Auszeichnung, Verkäufe) | Verkäufe |
| ---------------------------- | ---------------------------------------------------------------------- | -------- |
| Neuseeland (RMNZ)            | Platin                                                                 | 15.000   |
| Polen (ZPAV)                 | Platin                                                                 | 20.000   |
| Vereinigte Staaten (RIAA)    | Gold                                                                   | 500.000  |
| Vereinigtes Königreich (BPI) | Platin                                                                 | 300.000  |
| Insgesamt                    | 1× Gold · 3× Platin ·                                                  | 835.000  |

## Auszeichnungen nach Singles

### You Give Good Love
| Land/Region               | Auszeichnungen für Musikverkäufe (Land/Region, Auszeichnung, Verkäufe) | Verkäufe  |
| ------------------------- | ---------------------------------------------------------------------- | --------- |
| Vereinigte Staaten (RIAA) | Platin                                                                 | 1.000.000 |
| Insgesamt                 | 1× Platin ·                                                            | 1.000.000 |

### All at Once
| Land/Region  | Auszeichnungen für Musikverkäufe (Land/Region, Auszeichnung, Verkäufe) | Verkäufe |
| ------------ | ---------------------------------------------------------------------- | -------- |
| Japan (RIAJ) | Gold                                                                   | 50.000   |
| Insgesamt    | 1× Gold ·                                                              | 50.000   |

### Saving All My Love for You
| Land/Region                  | Auszeichnungen für Musikverkäufe (Land/Region, Auszeichnung, Verkäufe) | Verkäufe  |
| ---------------------------- | ---------------------------------------------------------------------- | --------- |
| Neuseeland (RMNZ)            | Gold                                                                   | 15.000    |
| Vereinigte Staaten (RIAA)    | 2× Platin                                                              | 2.000.000 |
| Vereinigtes Königreich (BPI) | Gold                                                                   | 500.000   |
| Insgesamt                    | 2× Gold · 2× Platin ·                                                  | 2.515.000 |

### How Will I Know
| Land/Region                  | Auszeichnungen für Musikverkäufe (Land/Region, Auszeichnung, Verkäufe) | Verkäufe  |
| ---------------------------- | ---------------------------------------------------------------------- | --------- |
| Dänemark (IFPI)              | Platin                                                                 | 90.000    |
| Kanada (MC)                  | Platin                                                                 | 80.000    |
| Neuseeland (RMNZ)            | Platin                                                                 | 30.000    |
| Vereinigte Staaten (RIAA)    | 3× Platin                                                              | 3.000.000 |
| Vereinigtes Königreich (BPI) | Platin                                                                 | 600.000   |
| Insgesamt                    | 7× Platin ·                                                            | 3.800.000 |

### Greatest Love of All
| Land/Region                  | Auszeichnungen für Musikverkäufe (Land/Region, Auszeichnung, Verkäufe) | Verkäufe  |
| ---------------------------- | ---------------------------------------------------------------------- | --------- |
| Kanada (MC)                  | Platin                                                                 | 80.000    |
| Neuseeland (RMNZ)            | Gold                                                                   | 15.000    |
| Vereinigte Staaten (RIAA)    | 2× Platin                                                              | 2.000.000 |
| Vereinigtes Königreich (BPI) | Gold                                                                   | 400.000   |
| Insgesamt                    | 2× Gold · 3× Platin ·                                                  | 2.495.000 |

### I Wanna Dance with Somebody (Who Loves Me)
| Land/Region                  | Auszeichnungen für Musikverkäufe (Land/Region, Auszeichnung, Verkäufe) | Verkäufe   |
| ---------------------------- | ---------------------------------------------------------------------- | ---------- |
| Australien (ARIA)            | 8× Platin                                                              | 560.000    |
| Brasilien (PMB)              | Gold                                                                   | 30.000     |
| Dänemark (IFPI)              | 2× Platin                                                              | 180.000    |
| Deutschland (BVMI)           | Platin                                                                 | 600.000    |
| Frankreich (SNEP)            | Gold                                                                   | 100.000    |
| Italien (FIMI)               | Platin                                                                 | 70.000     |
| Kanada (MC)                  | Gold                                                                   | 50.000     |
| Neuseeland (RMNZ)            | 6× Platin                                                              | 180.000    |
| Niederlande (NVPI)           | Gold                                                                   | 75.000     |
| Schweden (IFPI)              | Gold                                                                   | 25.000     |
| Spanien (Promusicae)         | Platin                                                                 | 60.000     |
| Vereinigte Staaten (RIAA)    | 8× Platin                                                              | 8.000.000  |
| Vereinigtes Königreich (BPI) | 5× Platin                                                              | 3.000.000  |
| Insgesamt                    | 5× Gold · 32× Platin ·                                                 | 12.930.000 |

### Didn’t We Almost Have It All
| Land/Region                  | Auszeichnungen für Musikverkäufe (Land/Region, Auszeichnung, Verkäufe) | Verkäufe |
| ---------------------------- | ---------------------------------------------------------------------- | -------- |
| Vereinigte Staaten (RIAA)    | Gold                                                                   | 500.000  |
| Vereinigtes Königreich (BPI) | Silber                                                                 | 200.000  |
| Insgesamt                    | 1× Silber · 1× Gold ·                                                  | 700.000  |

### So Emotional
| Land/Region               | Auszeichnungen für Musikverkäufe (Land/Region, Auszeichnung, Verkäufe) | Verkäufe  |
| ------------------------- | ---------------------------------------------------------------------- | --------- |
| Vereinigte Staaten (RIAA) | Platin                                                                 | 1.000.000 |
| Insgesamt                 | 1× Platin ·                                                            | 1.000.000 |

### Where Do Broken Hearts Go
| Land/Region                  | Auszeichnungen für Musikverkäufe (Land/Region, Auszeichnung, Verkäufe) | Verkäufe |
| ---------------------------- | ---------------------------------------------------------------------- | -------- |
| Vereinigte Staaten (RIAA)    | Gold                                                                   | 500.000  |
| Vereinigtes Königreich (BPI) | Silber                                                                 | 200.000  |
| Insgesamt                    | 1× Silber · 1× Gold ·                                                  | 700.000  |

### One Moment in Time
| Land/Region                  | Auszeichnungen für Musikverkäufe (Land/Region, Auszeichnung, Verkäufe) | Verkäufe  |
| ---------------------------- | ---------------------------------------------------------------------- | --------- |
| Deutschland (BVMI)           | Gold                                                                   | 250.000   |
| Frankreich (SNEP)            | Silber                                                                 | 200.000   |
| Schweden (IFPI)              | Gold                                                                   | 25.000    |
| Vereinigte Staaten (RIAA)    | Gold                                                                   | 500.000   |
| Vereinigtes Königreich (BPI) | Gold                                                                   | 400.000   |
| Insgesamt                    | 1× Silber · 4× Gold ·                                                  | 1.375.000 |

### I’m Your Baby Tonight
| Land/Region               | Auszeichnungen für Musikverkäufe (Land/Region, Auszeichnung, Verkäufe) | Verkäufe  |
| ------------------------- | ---------------------------------------------------------------------- | --------- |
| Schweden (IFPI)           | Gold                                                                   | 25.000    |
| Vereinigte Staaten (RIAA) | Platin                                                                 | 1.000.000 |
| Insgesamt                 | 1× Gold · 1× Platin ·                                                  | 1.025.000 |

### All the Man That I Need
| Land/Region               | Auszeichnungen für Musikverkäufe (Land/Region, Auszeichnung, Verkäufe) | Verkäufe  |
| ------------------------- | ---------------------------------------------------------------------- | --------- |
| Vereinigte Staaten (RIAA) | Platin                                                                 | 1.000.000 |
| Insgesamt                 | 1× Platin ·                                                            | 1.000.000 |

### The Star Spangled Banner
| Land/Region               | Auszeichnungen für Musikverkäufe (Land/Region, Auszeichnung, Verkäufe) | Verkäufe  |
| ------------------------- | ---------------------------------------------------------------------- | --------- |
| Vereinigte Staaten (RIAA) | Platin (Physisch) · + 2× Platin (Videosingle)                          | 1.100.000 |
| Insgesamt                 | 3× Platin ·                                                            | 1.100.000 |

### I Will Always Love You
| Land/Region                  | Auszeichnungen für Musikverkäufe (Land/Region, Auszeichnung, Verkäufe) | Verkäufe   |
| ---------------------------- | ---------------------------------------------------------------------- | ---------- |
| Australien (ARIA)            | 4× Platin                                                              | 280.000    |
| Dänemark (IFPI)              | Platin                                                                 | 90.000     |
| Deutschland (BVMI)           | Platin                                                                 | 500.000    |
| Frankreich (SNEP)            | Gold                                                                   | 250.000    |
| Italien (FIMI)               | Platin                                                                 | 50.000     |
| Japan (RIAJ)                 | 5× Platin (Physisch) · + Platin (Digital)                              | 700.000    |
| Mexiko (AMPROFON)            | Gold                                                                   | 30.000     |
| Neuseeland (RMNZ)            | 2× Platin                                                              | 60.000     |
| Niederlande (NVPI)           | Platin                                                                 | 75.000     |
| Norwegen (IFPI)              | Platin                                                                 | 60.000     |
| Österreich (IFPI)            | Gold                                                                   | 25.000     |
| Schweden (IFPI)              | Platin                                                                 | 50.000     |
| Spanien (Promusicae)         | Platin                                                                 | 60.000     |
| Vereinigte Staaten (RIAA)    | 11× Platin                                                             | 11.000.000 |
| Vereinigtes Königreich (BPI) | 2× Platin                                                              | 1.670.000  |
| Insgesamt                    | 3× Gold · 22× Platin · 1× Diamant ·                                    | 14.900.000 |

### I’m Every Woman
| Land/Region                  | Auszeichnungen für Musikverkäufe (Land/Region, Auszeichnung, Verkäufe) | Verkäufe  |
| ---------------------------- | ---------------------------------------------------------------------- | --------- |
| Australien (ARIA)            | Gold                                                                   | 35.000    |
| Vereinigte Staaten (RIAA)    | Platin                                                                 | 1.000.000 |
| Vereinigtes Königreich (BPI) | Silber                                                                 | 200.000   |
| Insgesamt                    | 1× Silber · 1× Gold · 1× Platin ·                                      | 1.235.000 |

### I Have Nothing
| Land/Region                  | Auszeichnungen für Musikverkäufe (Land/Region, Auszeichnung, Verkäufe) | Verkäufe  |
| ---------------------------- | ---------------------------------------------------------------------- | --------- |
| Dänemark (IFPI)              | Gold                                                                   | 45.000    |
| Italien (FIMI)               | Gold                                                                   | 50.000    |
| Neuseeland (RMNZ)            | Platin                                                                 | 30.000    |
| Spanien (Promusicae)         | Gold                                                                   | 30.000    |
| Vereinigte Staaten (RIAA)    | 4× Platin                                                              | 4.000.000 |
| Vereinigtes Königreich (BPI) | 2× Platin                                                              | 1.200.000 |
| Insgesamt                    | 3× Gold · 7× Platin ·                                                  | 5.355.000 |

### Run to You
| Land/Region                  | Auszeichnungen für Musikverkäufe (Land/Region, Auszeichnung, Verkäufe) | Verkäufe  |
| ---------------------------- | ---------------------------------------------------------------------- | --------- |
| Vereinigte Staaten (RIAA)    | Platin                                                                 | 1.000.000 |
| Vereinigtes Königreich (BPI) | Silber                                                                 | 200.000   |
| Insgesamt                    | 1× Silber · 1× Platin ·                                                | 1.200.000 |

### Exhale (Shoop Shoop)
| Land/Region               | Auszeichnungen für Musikverkäufe (Land/Region, Auszeichnung, Verkäufe) | Verkäufe  |
| ------------------------- | ---------------------------------------------------------------------- | --------- |
| Neuseeland (RMNZ)         | Gold                                                                   | 5.000     |
| Vereinigte Staaten (RIAA) | Platin                                                                 | 1.000.000 |
| Insgesamt                 | 1× Gold · 1× Platin ·                                                  | 1.005.000 |

### Count on Me
| Land/Region               | Auszeichnungen für Musikverkäufe (Land/Region, Auszeichnung, Verkäufe) | Verkäufe  |
| ------------------------- | ---------------------------------------------------------------------- | --------- |
| Vereinigte Staaten (RIAA) | Platin                                                                 | 1.000.000 |
| Insgesamt                 | 1× Platin ·                                                            | 1.000.000 |

### I Believe in You and Me
| Land/Region               | Auszeichnungen für Musikverkäufe (Land/Region, Auszeichnung, Verkäufe) | Verkäufe  |
| ------------------------- | ---------------------------------------------------------------------- | --------- |
| Vereinigte Staaten (RIAA) | Platin                                                                 | 1.000.000 |
| Insgesamt                 | 1× Platin ·                                                            | 1.000.000 |

### Step by Step
| Land/Region                  | Auszeichnungen für Musikverkäufe (Land/Region, Auszeichnung, Verkäufe) | Verkäufe  |
| ---------------------------- | ---------------------------------------------------------------------- | --------- |
| Australien (ARIA)            | Gold                                                                   | 35.000    |
| Deutschland (BVMI)           | Gold                                                                   | 250.000   |
| Vereinigte Staaten (RIAA)    | Gold                                                                   | 500.000   |
| Vereinigtes Königreich (BPI) | Gold                                                                   | 400.000   |
| Insgesamt                    | 4× Gold ·                                                              | 1.185.000 |

### When You Believe
| Land/Region                  | Auszeichnungen für Musikverkäufe (Land/Region, Auszeichnung, Verkäufe) | Verkäufe  |
| ---------------------------- | ---------------------------------------------------------------------- | --------- |
| Australien (ARIA)            | Gold                                                                   | 35.000    |
| Belgien (BRMA)               | Platin                                                                 | 50.000    |
| Deutschland (BVMI)           | Gold                                                                   | 250.000   |
| Frankreich (SNEP)            | Gold                                                                   | 250.000   |
| Neuseeland (RMNZ)            | Gold                                                                   | 15.000    |
| Norwegen (IFPI)              | Platin                                                                 | 20.000    |
| Schweden (IFPI)              | Platin                                                                 | 30.000    |
| Schweiz (IFPI)               | Gold                                                                   | 25.000    |
| Vereinigte Staaten (RIAA)    | Gold (Physisch) · + Platin (Digital)                                   | 1.500.000 |
| Vereinigtes Königreich (BPI) | Platin                                                                 | 600.000   |
| Insgesamt                    | 6× Gold · 5× Platin ·                                                  | 2.775.000 |

### Heartbreak Hotel
| Land/Region               | Auszeichnungen für Musikverkäufe (Land/Region, Auszeichnung, Verkäufe) | Verkäufe  |
| ------------------------- | ---------------------------------------------------------------------- | --------- |
| Vereinigte Staaten (RIAA) | 2× Platin                                                              | 2.000.000 |
| Insgesamt                 | 2× Platin ·                                                            | 2.000.000 |

### It’s Not Right but It’s Okay
| Land/Region                  | Auszeichnungen für Musikverkäufe (Land/Region, Auszeichnung, Verkäufe) | Verkäufe  |
| ---------------------------- | ---------------------------------------------------------------------- | --------- |
| Neuseeland (RMNZ)            | Gold                                                                   | 15.000    |
| Vereinigte Staaten (RIAA)    | Platin                                                                 | 1.000.000 |
| Vereinigtes Königreich (BPI) | 2× Platin                                                              | 1.200.000 |
| Insgesamt                    | 1× Gold · 3× Platin ·                                                  | 2.215.000 |

### My Love Is Your Love
| Land/Region                  | Auszeichnungen für Musikverkäufe (Land/Region, Auszeichnung, Verkäufe) | Verkäufe  |
| ---------------------------- | ---------------------------------------------------------------------- | --------- |
| Belgien (BRMA)               | Gold                                                                   | 25.000    |
| Dänemark (IFPI)              | Gold                                                                   | 45.000    |
| Deutschland (BVMI)           | Platin                                                                 | 500.000   |
| Frankreich (SNEP)            | Silber                                                                 | 125.000   |
| Neuseeland (RMNZ)            | Platin                                                                 | 30.000    |
| Niederlande (NVPI)           | Gold                                                                   | 50.000    |
| Österreich (IFPI)            | Platin                                                                 | 50.000    |
| Schweden (IFPI)              | Platin                                                                 | 80.000    |
| Schweiz (IFPI)               | 2× Platin                                                              | 100.000   |
| Vereinigte Staaten (RIAA)    | 2× Platin                                                              | 2.000.000 |
| Vereinigtes Königreich (BPI) | Platin                                                                 | 600.000   |
| Insgesamt                    | 1× Silber · 3× Gold · 9× Platin ·                                      | 3.605.000 |

### Could I Have This Kiss Forever
| Land/Region        | Auszeichnungen für Musikverkäufe (Land/Region, Auszeichnung, Verkäufe) | Verkäufe |
| ------------------ | ---------------------------------------------------------------------- | -------- |
| Australien (ARIA)  | Gold                                                                   | 35.000   |
| Belgien (BRMA)     | Gold                                                                   | 25.000   |
| Deutschland (BVMI) | Gold                                                                   | 250.000  |
| Frankreich (SNEP)  | Silber                                                                 | 125.000  |
| Neuseeland (RMNZ)  | Gold                                                                   | 5.000    |
| Schweden (IFPI)    | Platin                                                                 | 80.000   |
| Schweiz (IFPI)     | Gold                                                                   | 25.000   |
| Insgesamt          | 1× Silber · 5× Gold · 1× Platin ·                                      | 496.000  |

### Try It On My Own (Videosingle)
| Land/Region               | Auszeichnungen für Musikverkäufe (Land/Region, Auszeichnung, Verkäufe) | Verkäufe |
| ------------------------- | ---------------------------------------------------------------------- | -------- |
| Vereinigte Staaten (RIAA) | Gold                                                                   | 25.000   |
| Insgesamt                 | 1× Gold ·                                                              | 25.000   |

### I Look To You
| Land/Region               | Auszeichnungen für Musikverkäufe (Land/Region, Auszeichnung, Verkäufe) | Verkäufe  |
| ------------------------- | ---------------------------------------------------------------------- | --------- |
| Vereinigte Staaten (RIAA) | Platin                                                                 | 1.000.000 |
| Insgesamt                 | 1× Platin ·                                                            | 1.000.000 |

### Million Dollar Bill
| Land/Region                  | Auszeichnungen für Musikverkäufe (Land/Region, Auszeichnung, Verkäufe) | Verkäufe |
| ---------------------------- | ---------------------------------------------------------------------- | -------- |
| Vereinigtes Königreich (BPI) | Platin                                                                 | 600.000  |
| Insgesamt                    | 1× Platin ·                                                            | 600.000  |

### Higher Love
| Land/Region                  | Auszeichnungen für Musikverkäufe (Land/Region, Auszeichnung, Verkäufe) | Verkäufe  |
| ---------------------------- | ---------------------------------------------------------------------- | --------- |
| Australien (ARIA)            | 3× Platin                                                              | 210.000   |
| Belgien (BRMA)               | Platin                                                                 | 40.000    |
| Dänemark (IFPI)              | 2× Platin                                                              | 180.000   |
| Deutschland (BVMI)           | Platin                                                                 | 400.000   |
| Frankreich (SNEP)            | Platin                                                                 | 200.000   |
| Italien (FIMI)               | Platin                                                                 | 100.000   |
| Kanada (MC)                  | 2× Platin                                                              | 160.000   |
| Mexiko (AMPROFON)            | Platin                                                                 | 60.000    |
| Neuseeland (RMNZ)            | 4× Platin                                                              | 120.000   |
| Österreich (IFPI)            | Platin                                                                 | 30.000    |
| Polen (ZPAV)                 | 2× Platin                                                              | 40.000    |
| Schweiz (IFPI)               | Platin                                                                 | 20.000    |
| Spanien (Promusicae)         | Platin                                                                 | 60.000    |
| Vereinigte Staaten (RIAA)    | 3× Platin                                                              | 3.000.000 |
| Vereinigtes Königreich (BPI) | 3× Platin                                                              | 1.800.000 |
| Insgesamt                    | 27× Platin ·                                                           | 6.420.000 |

### Do You Hear What I Hear?
| Land/Region               | Auszeichnungen für Musikverkäufe (Land/Region, Auszeichnung, Verkäufe) | Verkäufe |
| ------------------------- | ---------------------------------------------------------------------- | -------- |
| Vereinigte Staaten (RIAA) | Gold                                                                   | 500.000  |
| Insgesamt                 | 1× Gold ·                                                              | 500.000  |

### How Will I Know (mit Clean Bandit)
| Land/Region                  | Auszeichnungen für Musikverkäufe (Land/Region, Auszeichnung, Verkäufe) | Verkäufe |
| ---------------------------- | ---------------------------------------------------------------------- | -------- |
| Kanada (MC)                  | Gold                                                                   | 40.000   |
| Neuseeland (RMNZ)            | Gold                                                                   | 15.000   |
| Vereinigtes Königreich (BPI) | Silber                                                                 | 200.000  |
| Insgesamt                    | 1× Silber · 2× Gold ·                                                  | 255.000  |

## Auszeichnungen nach Videoalben

### The #1 Video Hits
| Land/Region               | Auszeichnungen für Musikverkäufe (Land/Region, Auszeichnung, Verkäufe) | Verkäufe |
| ------------------------- | ---------------------------------------------------------------------- | -------- |
| Vereinigte Staaten (RIAA) | Platin                                                                 | 100.000  |
| Insgesamt                 | 1× Platin ·                                                            | 100.000  |

### Welcome Home Heroes with Whitney Houston
| Land/Region               | Auszeichnungen für Musikverkäufe (Land/Region, Auszeichnung, Verkäufe) | Verkäufe |
| ------------------------- | ---------------------------------------------------------------------- | -------- |
| Vereinigte Staaten (RIAA) | Gold                                                                   | 50.000   |
| Insgesamt                 | 1× Gold ·                                                              | 50.000   |

### The Star Spangled Banner
| Land/Region               | Auszeichnungen für Musikverkäufe (Land/Region, Auszeichnung, Verkäufe) | Verkäufe |
| ------------------------- | ---------------------------------------------------------------------- | -------- |
| Vereinigte Staaten (RIAA) | Platin                                                                 | 100.000  |
| Insgesamt                 | 1× Platin ·                                                            | 100.000  |

### The Greatest Hits
| Land/Region                  | Auszeichnungen für Musikverkäufe (Land/Region, Auszeichnung, Verkäufe) | Verkäufe |
| ---------------------------- | ---------------------------------------------------------------------- | -------- |
| Australien (ARIA)            | Platin                                                                 | 15.000   |
| Brasilien (PMB)              | Platin                                                                 | 50.000   |
| Spanien (Promusicae)         | Gold                                                                   | 10.000   |
| Vereinigte Staaten (RIAA)    | Platin                                                                 | 100.000  |
| Vereinigtes Königreich (BPI) | Gold                                                                   | 25.000   |
| Insgesamt                    | 2× Gold · 3× Platin ·                                                  | 200.000  |

### The Ultimate Collection
| Land/Region       | Auszeichnungen für Musikverkäufe (Land/Region, Auszeichnung, Verkäufe) | Verkäufe |
| ----------------- | ---------------------------------------------------------------------- | -------- |
| Australien (ARIA) | 4× Platin                                                              | 60.000   |
| Insgesamt         | 4× Platin ·                                                            | 60.000   |

## Statistik und Quellen
| Land/RegionAuszeichnungen für Musikverkäufe (Land/Region, Auszeichnungen, Verkäufe, Quellen) | Silber       | Gold       | Platin         | Diamant     | Verkäufe     | Quellen                                                   |
| -------------------------------------------------------------------------------------------- | ------------ | ---------- | -------------- | ----------- | ------------ | --------------------------------------------------------- |
| Australien (ARIA)                                                                            | —            | 6× Gold6   | 38× Platin38   | —           | 2.595.000    | aria.com.au                                               |
| Belgien (BRMA)                                                                               | —            | 4× Gold4   | 8× Platin8     | —           | 580.000      | ultratop.be                                               |
| Brasilien (PMB)                                                                              | —            | 3× Gold3   | 4× Platin4     | —           | 1.730.000    | pro-musicabr.org.br                                       |
| Dänemark (IFPI)                                                                              | —            | 3× Gold3   | 14× Platin14   | —           | 950.000      | ifpi.dk                                                   |
| Deutschland (BVMI)                                                                           | —            | 5× Gold5   | 14× Platin14   | —           | 7.670.000    | musikindustrie.de                                         |
| Europa (IFPI)                                                                                | —            | —          | 15× Platin15   | —           | (15.000.000) | ifpi.org (Memento vom 1. Januar 2014 im Internet Archive) |
| Finnland (IFPI)                                                                              | —            | 5× Gold5   | 2× Platin2     | —           | 247.923      | ifpi.fi                                                   |
| Frankreich (SNEP)                                                                            | 3× Silber3   | 7× Gold7   | 5× Platin5     | Diamant1    | 3.900.000    | infodisc.fr snepmusique.com                               |
| Golf-Kooperationsrat (IFPI)                                                                  | —            | Gold1      | —              | —           | 3.000        | ifpi.org                                                  |
| Griechenland (IFPI)                                                                          | —            | Gold1      | —              | —           | 50.000       | Einzelnachweise                                           |
| Hongkong (IFPI/HKRIA)                                                                        | —            | —          | 3× Platin3     | —           | 60.000       | ifpihk.org                                                |
| Indonesien (ASIRI)                                                                           | —            | —          | —              | —           | 320.000      | Einzelnachweise                                           |
| Irland (IRMA)                                                                                | —            | —          | 3× Platin3     | —           | 45.000       | irishcharts.ie                                            |
| Italien (FIMI)                                                                               | —            | 4× Gold4   | 11× Platin11   | —           | 2.090.000    | fimi.it                                                   |
| Japan (RIAJ)                                                                                 | —            | 5× Gold5   | 12× Platin12   | 2× Diamant2 | 4.550.000    | riaj.or.jp JP2                                            |
| Kanada (MC)                                                                                  | —            | 2× Gold2   | 17× Platin17   | 2× Diamant2 | 3.690.000    | musiccanada.com                                           |
| Mexiko (AMPROFON)                                                                            | —            | Gold1      | Platin1        | —           | 545.000      | amprofon.com.mx                                           |
| Neuseeland (RMNZ)                                                                            | —            | 7× Gold7   | 33× Platin33   | —           | 855.000      | aotearoamusiccharts.co.nz NZ2 NZ3                         |
| Niederlande (NVPI)                                                                           | —            | 2× Gold2   | 7× Platin7     | —           | 982.000      | nvpi.nl                                                   |
| Norwegen (IFPI)                                                                              | —            | —          | 8× Platin8     | —           | 480.000      | ifpi.no NO2                                               |
| Österreich (IFPI)                                                                            | —            | 3× Gold3   | 11× Platin11   | —           | 595.000      | ifpi.at                                                   |
| Polen (ZPAV)                                                                                 | —            | 2× Gold2   | 5× Platin5     | —           | 240.000      | olis.pl                                                   |
| Portugal (AFP)                                                                               | —            | —          | Platin1        | —           | 20.000       | Einzelnachweise                                           |
| Russland (NFPF)                                                                              | —            | 2× Gold2   | —              | —           | 20.000       | 2m-online.ru                                              |
| Schweden (IFPI)                                                                              | —            | 6× Gold6   | 13× Platin13   | —           | 1.478.000    | sverigetopplistan.se                                      |
| Schweiz (IFPI)                                                                               | —            | 5× Gold5   | 17× Platin17   | —           | 915.000      | hitparade.ch                                              |
| Spanien (Promusicae)                                                                         | —            | 3× Gold3   | 15× Platin15   | —           | 1.470.000    | elportaldemusica.es ES2 ES3 ES4                           |
| Südafrika (RISA)                                                                             | —            | Gold1      | —              | —           | 25.000       | Einzelnachweise                                           |
| Südkorea (KMCA)                                                                              | —            | —          | —              | —           | 1.000.000    | Einzelnachweise                                           |
| Taiwan (RIT)                                                                                 | —            | —          | —              | —           | 302.000      | Einzelnachweise                                           |
| Ungarn (MAHASZ)                                                                              | —            | 2× Gold2   | —              | —           | 6.000        | slagerlistak.hu                                           |
| Vereinigte Staaten (RIAA)                                                                    | —            | 10× Gold10 | 75× Platin75   | 4× Diamant4 | 114.180.000  | riaa.com                                                  |
| Vereinigtes Königreich (BPI)                                                                 | 7× Silber7   | 6× Gold6   | 51× Platin51   | —           | 24.085.000   | bpi.co.uk                                                 |
| Insgesamt                                                                                    | 10× Silber10 | 96× Gold96 | 383× Platin383 | 9× Diamant9 |              |                                                           |